# Apricale

Commune d'Apricale dans la province d'Imperia

Apricale est une commune italienne de la province d'Imperia dans la région Ligurie en Italie. Le village appartient à la catégorie des Plus beaux villages italiens.

## Géographie
Le village médiéval est situé dans l'arrière-pays de Bordighera, dans la vallée du Merdanzo, affluent de la Nervia au pied du Mont Bignone (1 299 mètres), à 13 kilomètres de la Riviera di Ponente et à 52 km de la capitale provinciale, Imperia.
Le territoire de la commune a fait partie jusqu'en 2011 de la Comunità Montana Intemelia (Communauté Montagne Intemelia [région de Vintimille]), jusqu'à sa suppression et le transfert de ses compétences à la région.

## Histoire
L'origine du village semble remonter à l'âge du bronze (sépultures de Pian del Re). Officiellement, le village a été fondé au Xe siècle par les comtes de Vintimille, puis passa en 1276 aux Doria, seigneurs puis marquis de Dolceacqua.
En 1267, le village se dote d'un statut, parmi les plus anciens de Ligurie, et devient une commune libre. En 1573, les Grimaldi de la principauté de Monaco détruisirent le château construit par les Doria. Faisant partie du marquisat de Dulceacqua, dépendant du comté de Nice, Apricale est annexé à la France en 1793, et rattaché au canton de Perinaldo, dans les Alpes-Maritimes. À la chute du Premier Empire, la commune revient au royaume de Piémont-Sardaigne (1815) puis au royaume d'Italie en 1861.

## Culture

### Monuments et patrimoine
- Madonna degli Angeli - église qui date du XIIIe siècle, mais qui a subi des transformations à l'époque baroque. On peut voir à l'intérieur une longue séquence de fresques, parmi lesquelles le Couronnement de la Vierge (1400).
- L'Oratoire de San Bartolomeo - renferme un précieux polyptyque qui représente le saint (1500).
- Purificazione di Maria Vergine - église paroissiale, avec un clocher qui repose sur une tour du XIIIe siècle.
- Sant'Antonio - petite église du XIIIe siècle avec des fresques du XVe siècle.
- Château de la Lucertola - accueille  un musée thématique bien intéressant dans ses salles décorées en style art nouveau (objets de collection, peinture, théâtre, mémoires et la constitution d'Apricale). Le Château est un point de rencontre artistique et culturel.

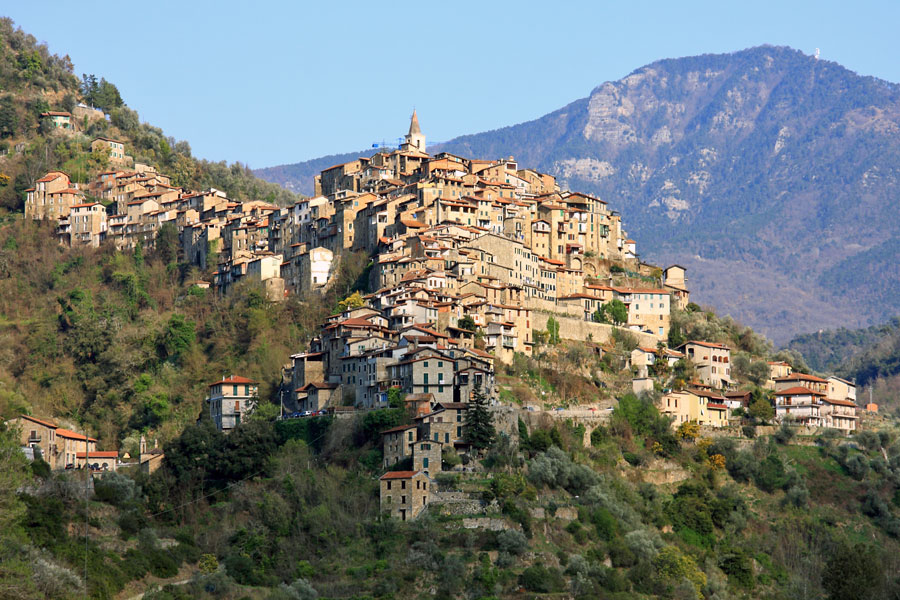
Panorama
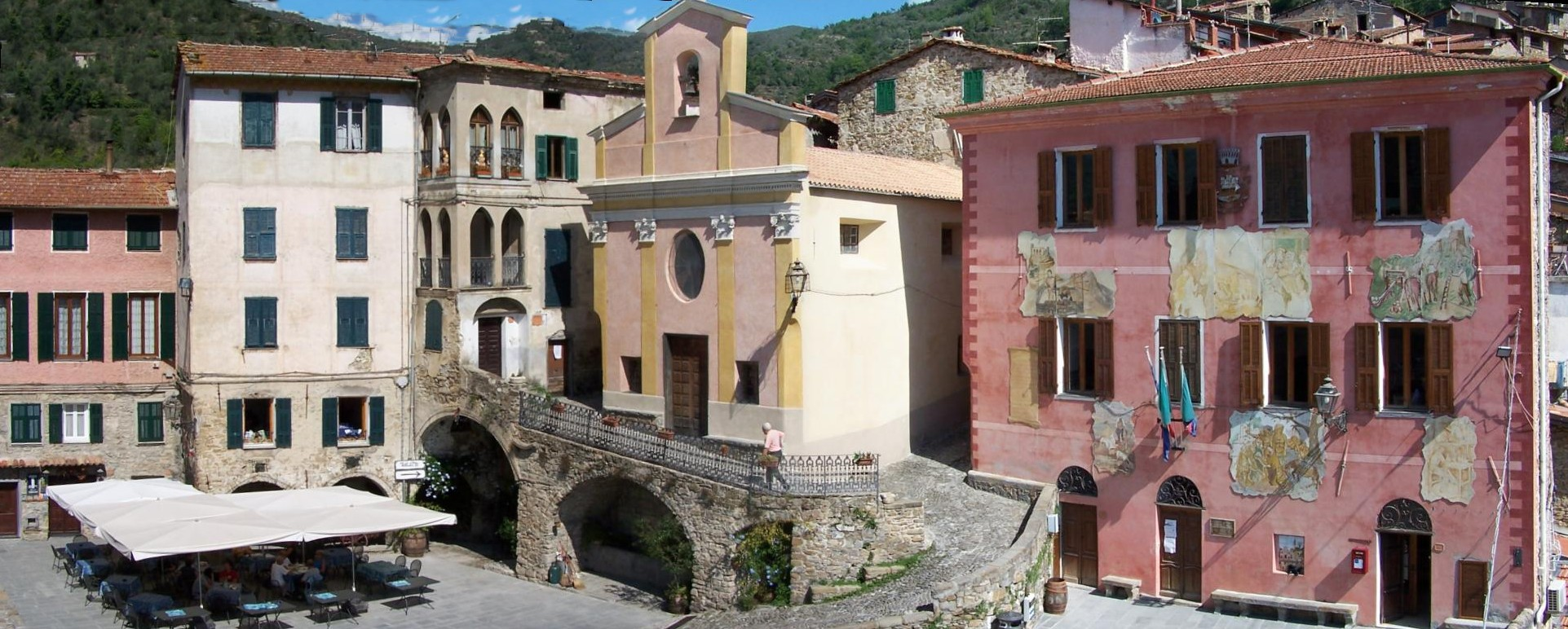
Scorcio
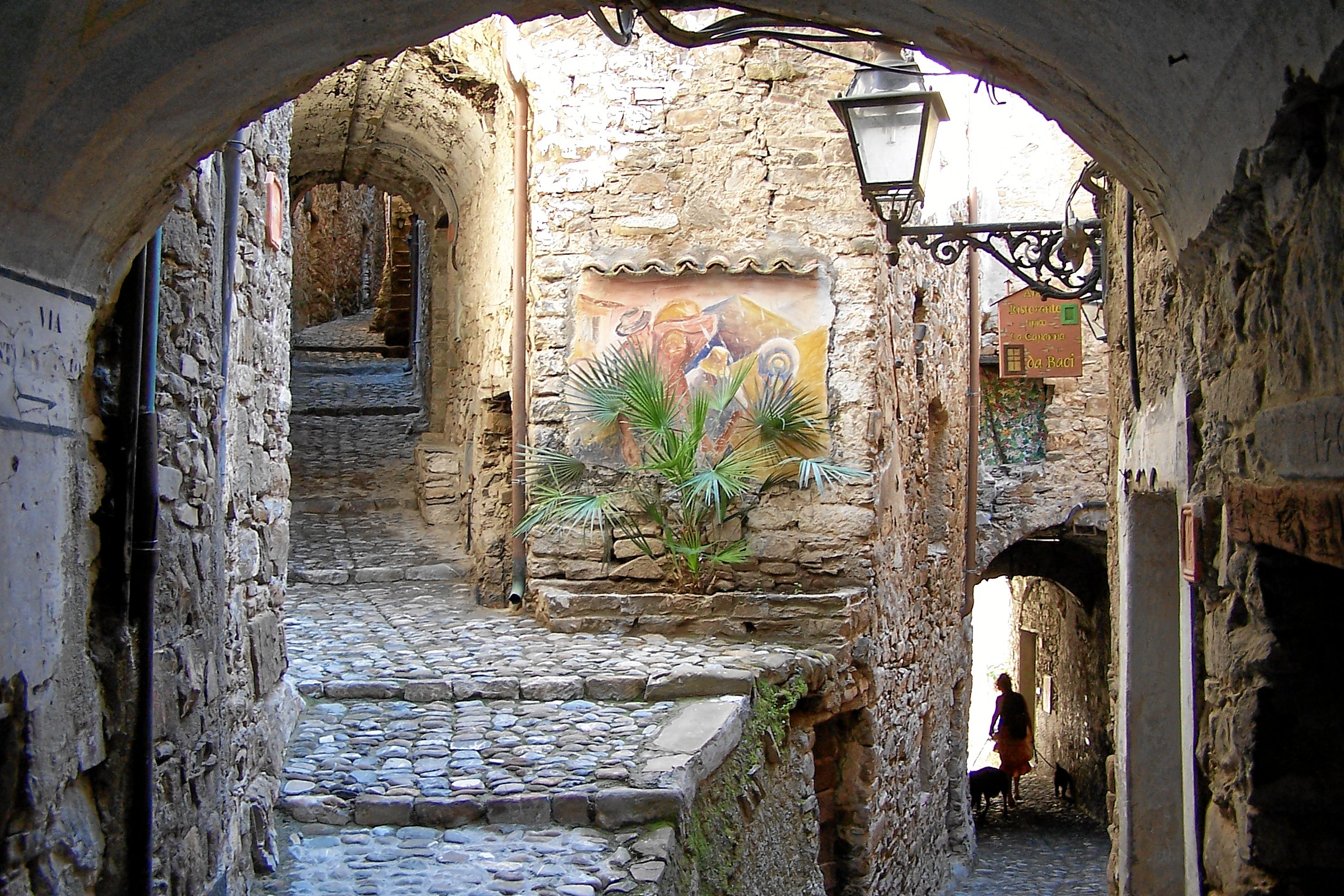
Ruelles couvertes
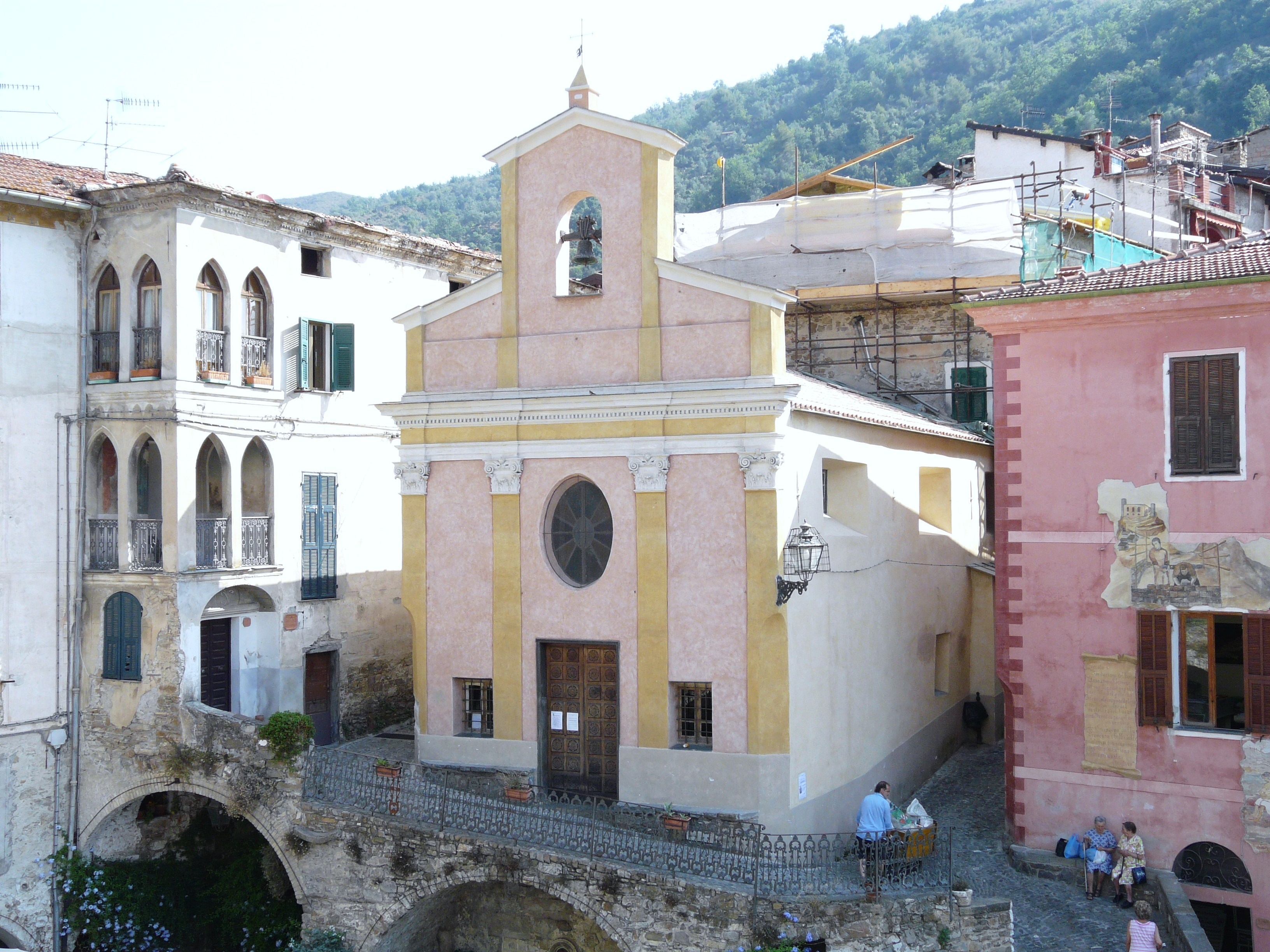
Oratoire San Bartolomeo
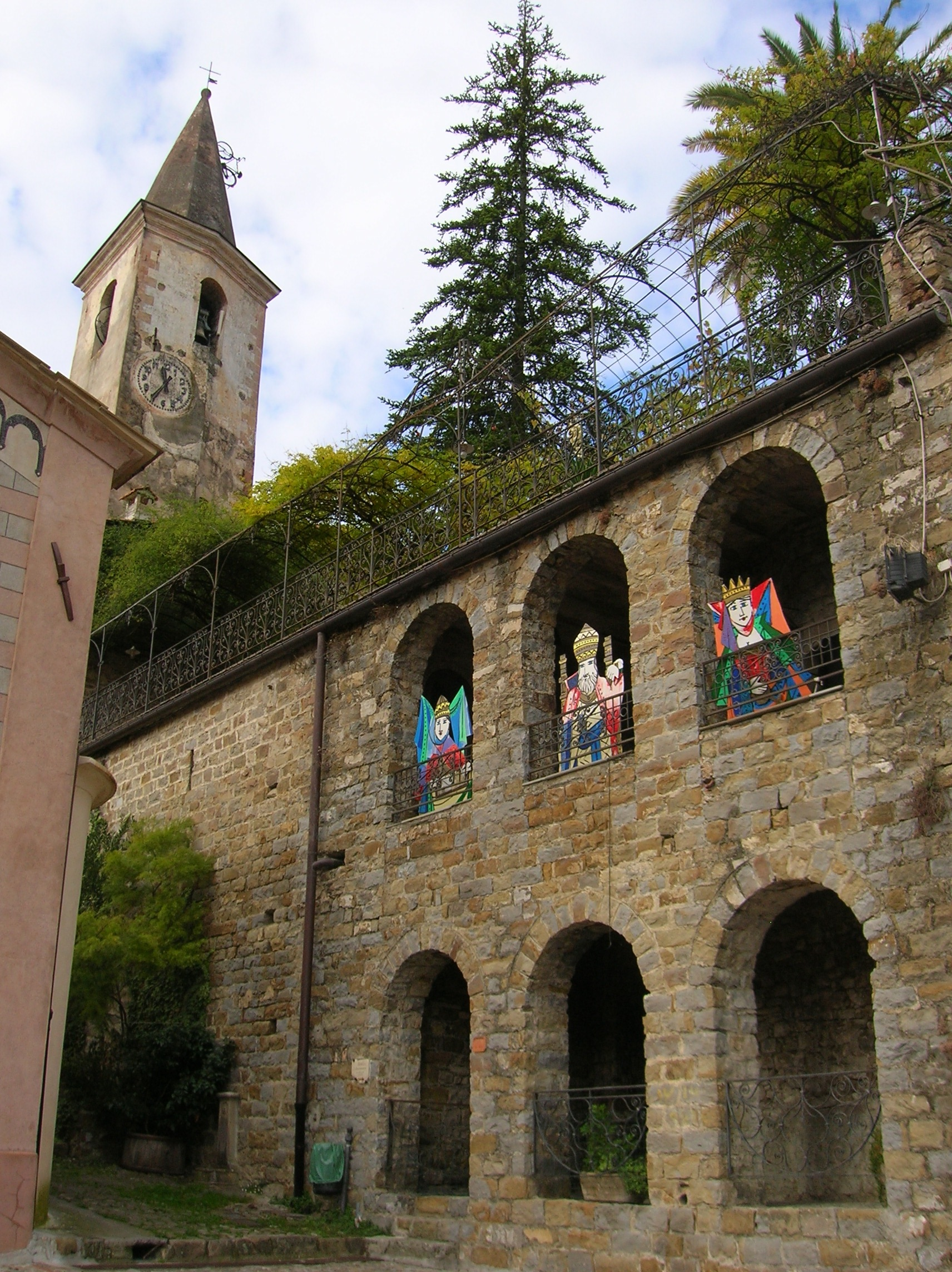
Château de la Lucertola
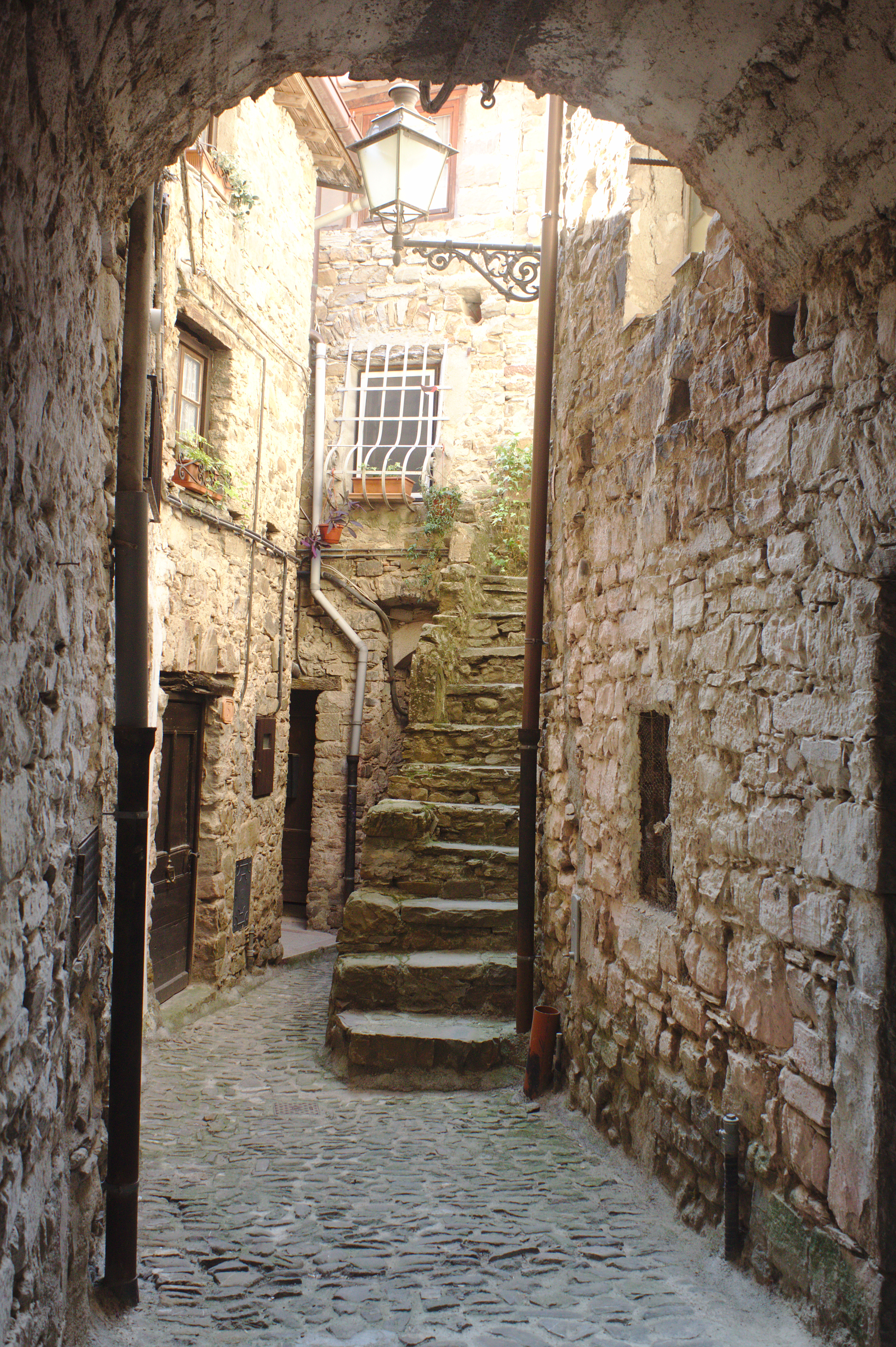
Impasse

## Administration
| Période                                  | Période  | Identité       | Étiquette    | Qualité |
| ---------------------------------------- | -------- | -------------- | ------------ | ------- |
| 7 juin 2009                              | En cours | Roberto Pizzio | Lista civica |         |
| Les données manquantes sont à compléter. |          |                |              |         |

### Communes limitrophes
Bajardo, Castelvittorio, Dolceacqua, Isolabona, Perinaldo, Pigna (Italie), Rocchetta Nervina, Sanremo